# Gabriel Vásquez

Gabriel Vásquez

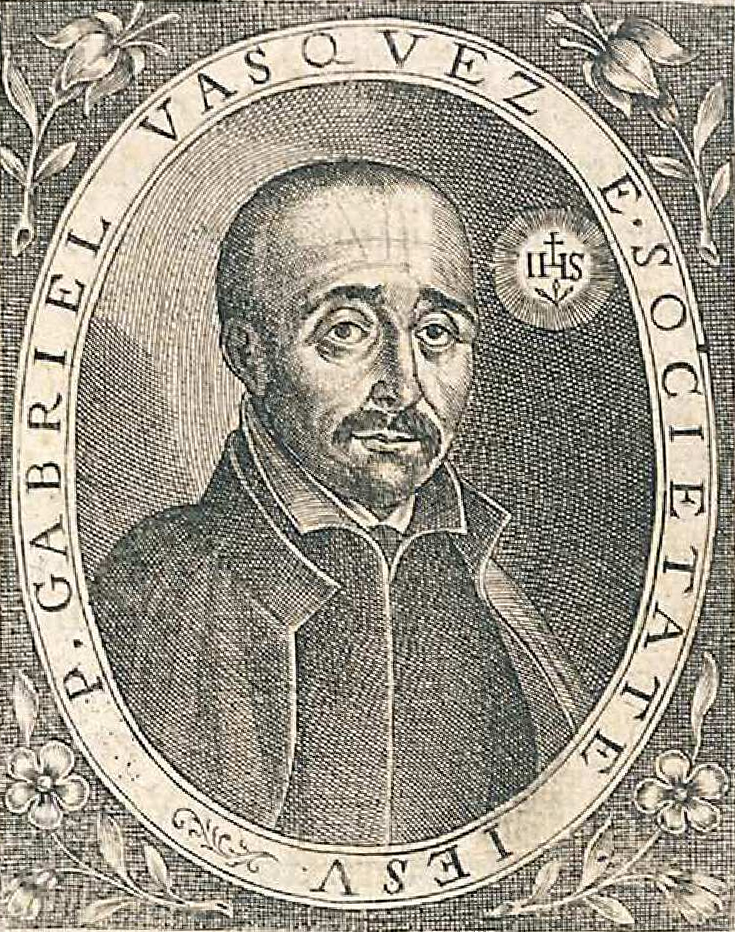
Gabriel Vasquez: Sapientissimo antecessori Theologiae Complutensis P. Gabrieli Vasquez e Societate Iesu, Sacri supremi Senatus Inquisitionis Hispaniae Censori.

Gabriel Vásquez (auch: Vázquez), genannt Bellomontanus (* 18. Juni 1549 in Villaescusa de Haro bei Belmonte (Cuenca); † 30. September 1604 in Alcalá de Henares), war ein spanischer Theologe.
Vásquez wurde 1569 Jesuit, ging als Theologieprofessor ans Römische Kolleg seines Ordens (1585–1591) und kam dann an die Universität Alcalá, wo er bis zu seinem Tod lehrte. Vásquez war der Gegner von Francisco Suárez. Sein bekanntestes Werk ist ein achtbändiger Kommentar zur Summa theologica des Thomas von Aquin.
Der in der Tradition der Thomisten stehende Vásquez gehörte mit anderen Vertretern zur Schule von Salamanca und war dort ein bedeutender Vertreter der spanischen Spätscholastik, wie auch Diego de Covarrubias y Leyva, Balthasar Ayala und Francisco de Vitoria. Sie übten gehörigen Einfluss auf den frühneuzeitlichen Naturrechtler Hugo Grotius aus.
Bekannt innerhalb des Schulbetriebs war er besonders für den von ihm betriebenen entschiedenen „Wertobjektivismus“, der zur Grundaussage führte: Naturrecht gelte auch dann, wenn es Gott nicht gäbe.